# DREAM Wind 愛媛西予
DREAM Wind 愛媛西予（ドリームウインドえひめせいよ）は、愛媛県西予市にある風力発電所である。

## 概要
大和ハウス工業の子会社である大和エネルギーが約4.3haの用地を賃借し、標高約400〜450mの山林内に建設した。風力発電所建設に伴う環境面への配慮から、風車の建設場所を道路近傍とし、最小限の樹木伐採や造成にとどめている。また自然景観の配慮や暴風などの災害対策などから各風車間、風車と変電所間の送電設備のほとんどが地下埋設で施工されている。
2,000kW×8基の風車で構成されており、最大出力は16,000kWである。年間約35,000MWhを発電しており、家庭の一世帯あたりの全消費電力量を4,432kWh/年とした場合、約8,000世帯分の電力量に相当する。発電した電力は四国電力に売却されている。